# Rolls-Royce Silver Wraith
Rolls-Royce Silver Wraith – luksusowy samochód osobowy produkowany przez brytyjską firmę Rolls-Royce w latach 1946–1959. Dostępny jako 4-drzwiowy sedan. Następca modeli Wraith oraz Phantom III. Do napędu używano trzech silników R6: 4,3 l, 4,6 l oraz 4,9 l. Moc przenoszona była na oś tylną poprzez 4-biegową manualną skrzynię biegów.

## Dane techniczne

### Silnik
- R6 4,6 l (4559 cm³), 2 zawory na cylinder
- Układ zasilania: gaźnik
- Średnica × skok tłoka: 92,00 mm × 114,30 mm
- Stopień sprężania: 6,4:1

## Galeria

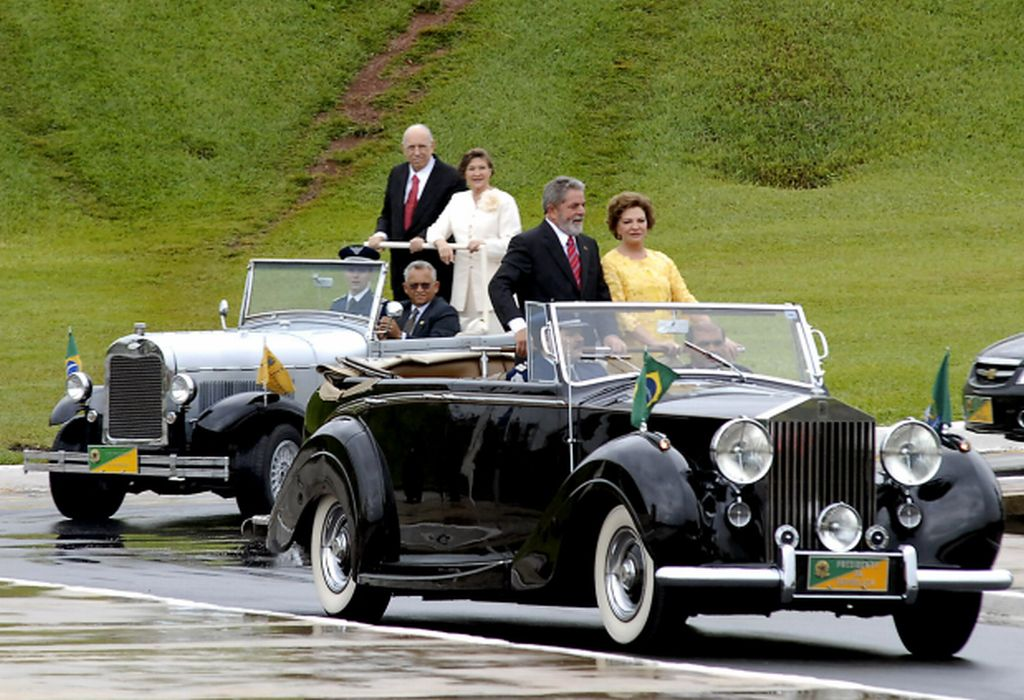
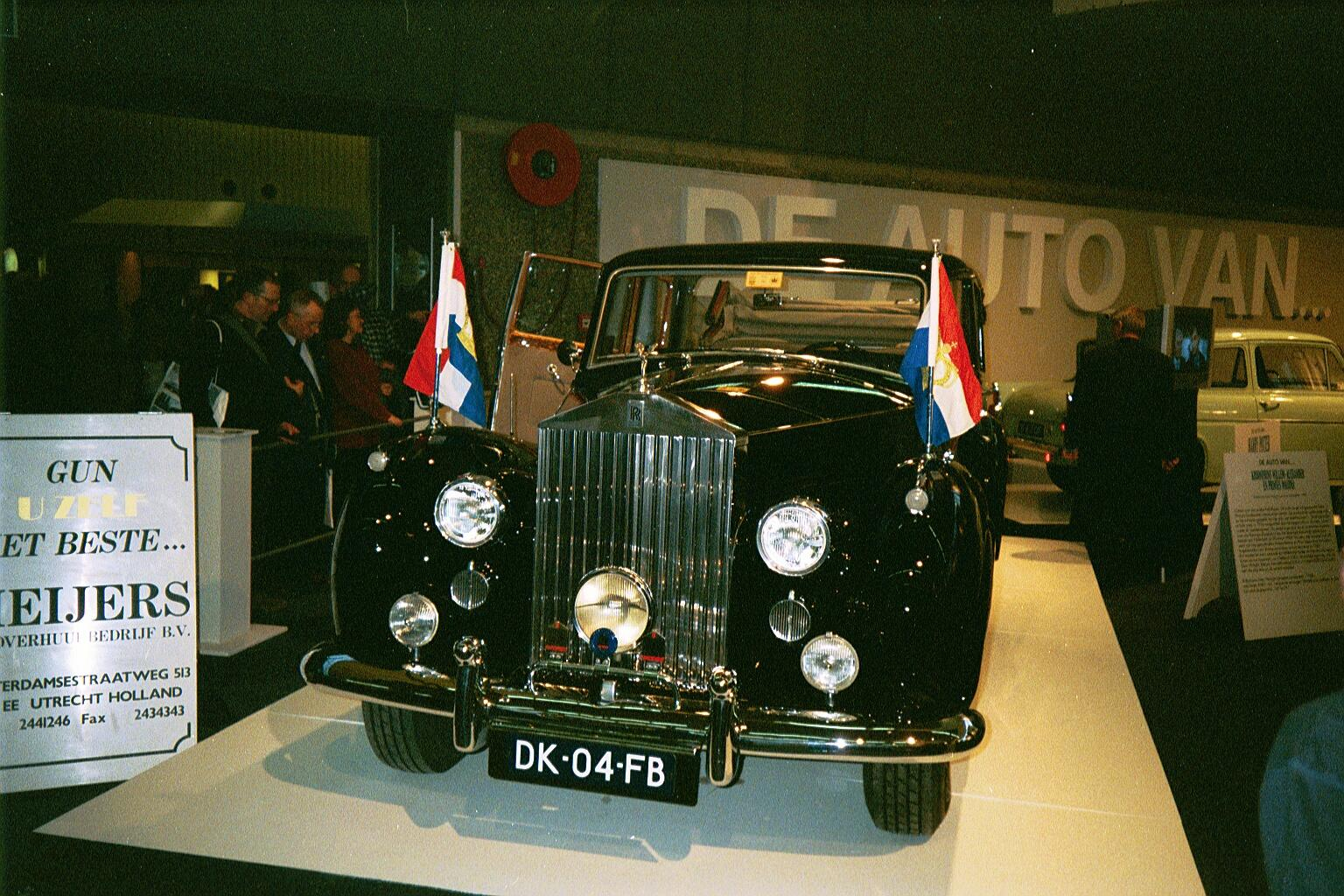
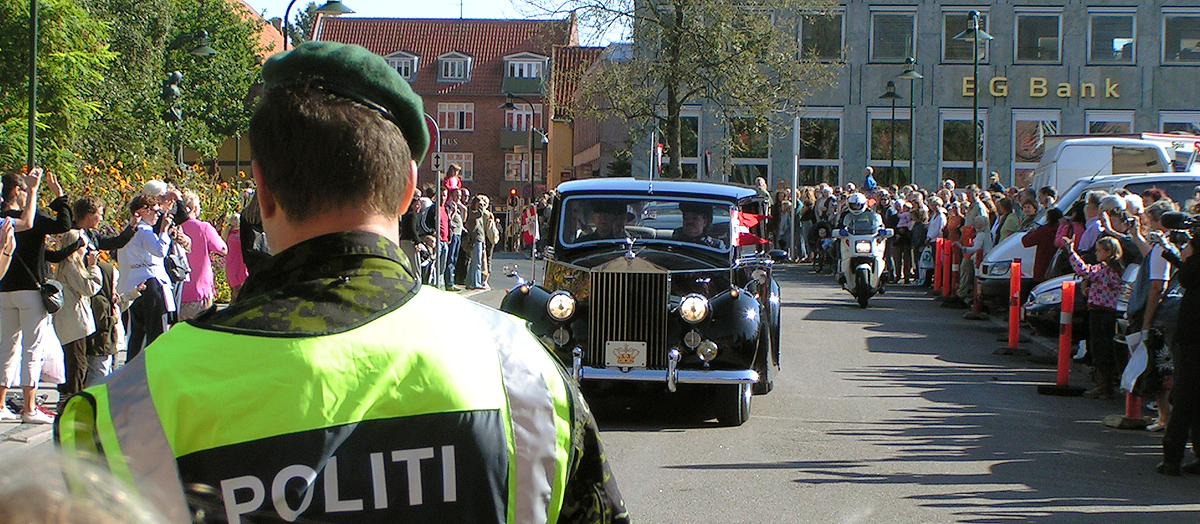